# فرد ألين (لاعب اتحاد الرغبي)
فرد ألين (بالإنجليزية: Fred Allen)‏ هو لاعب اتحاد الرغبي نيوزيلندي، ولد في 9 فبراير 1920 في أوامرو ‏ في نيوزيلندا، وتوفي في 28 أبريل 2012 في أوكلاند في نيوزيلندا بسبب ابيضاض الدم.

## وصلات خارجية
- فرد ألين عل موقع إسبنسكروم (الإنجليزية)
- فرد ألين على موقع قاعة نيوزيلندا للمشاهير الرياضية (الإنجليزية)